# Insecten prepareren
Het prepareren van insecten is het zodanig behandelen van insecten dat deze nagenoeg onbeperkt houdbaar worden, en bestudeerd en eenduidig geïdentificeerd kunnen worden.
Voor het bestuderen van insecten, en het publiceren van de resultaten van die studie, moet duidelijk zijn over welke soort het gaat. Er bestaan echter miljoenen insectensoorten. Zelfs in een klein land als Nederland, dat in een koele klimaatzone ligt en waar de insectendiversiteit vergeleken met de tropen klein is, zijn er duizenden soorten beschreven, behorend tot verschillende ordes, zoals kevers, vlinders, vliegen en vliesvleugeligen.
Iedere publicatie over onderzoek naar een bepaalde insectensoort moet eigenlijk worden ondersteund door een paar bewaarde exemplaren van de onderzochte populatie ('voucher specimens'). Ontstaat er namelijk later onzekerheid over welke soort er nu eigenlijk onderzocht is, dan kan die door de voucher specimens worden weggenomen.
Om nuttig te zijn voor de wetenschap moet een collectie aan bepaalde standaarden voldoen en volgens zekere normen worden opgezet, en moeten de exemplaren op een reguliere manier worden geconserveerd. Afhankelijk van het doel zijn verschillende technieken mogelijk.

## Documentatie
Om voor de wetenschap van waarde te zijn moet van ieder op te nemen insect de vindplaats, verzamelaar en datum worden bijgehouden. Daarnaast documenteert men bijvoorbeeld het landschapstype, de hoogte boven zeeniveau (in Nederland zelden relevant, maar bijvoorbeeld in de Alpen wel), weersomstandigheden, de plant waarop het dier aangetroffen werd, de hoogte boven de grond, de manier van vangen (met de hand, met een net, met een lichtval of vangbeker, etc), uur van de dag, en de naam van de vinder. Deze informatie wordt bij het specimen bewaard. (Nummertjes verwijzend naar een databaserecord verliezen hun betekenis als de harde schijf crasht, lijsten raken zoek.) De informatie wordt op een etiketje op de insectenspeld geprikt of in het potje met het specimen zelf gedaan.

### Conventies voor het vindplaatsetiket
De vindplaats moet ook na lange tijd door een wildvreemde nog te reconstrueren zijn met de gegeven informatie. In principe begint men met het land, daarna een grotere plaats, gevolgd door een preciezere aanduiding. Afstanden in km, windstreken mogen in het Engels worden afgekort. Coördinaten zijn handig mits duidelijk is welk systeem gebruikt wordt. In Nederland worden vaak uurhokken of kilometerhokken in RD gebruikt. Met GPS bepaalde geografische coördinaten komen steeds meer in zwang.
Daarna volgt de datum van de vondst. Bij conventie in de volgorde dag.maand.jaar waarbij de maand niet in gewone maar in Romeinse cijfers wordt aangeduid. Dit voorkomt dat er in angelsaksische landen verwarring ontstaat: Amerikanen schrijven meestal maand-dag-jaar (vgl 9/11 voor 11 sept). Daarna volgt meestal de verzamelaar, zo kort mogelijk: bijvoorbeeld J.Pieters. Dan eventueel de vangstmethode (bijvoorbeeld lichtval, geklopt uit <boomsoort>, handvangst), en andere details zoals 'Op struikhei' (nog beter: 'op Calluna vulgaris '). Het etiket moet liefst niet veel groter zijn dan het preparaat, in de collectie is iedere cm² namelijk al snel kostbaar. Anderzijds beschermt een etiket dat net iets groter is dan het insect het preparaat weleens tegen fatale schade bij een val.
Voorbeeld
NL, 5 km NO van Roermond
12-III-2005 JD Jonker
naast beek, handvangst

## Preparatie

### Doden
Er zijn diverse methoden om een op te prikken insect pijnloos te doden, bijvoorbeeld een stikpot. Invriezen leidt soms tot verkleuringen. In de stikpot wordt het best gebruikgemaakt van ethylacetaat, maar ether voldoet ook. Dieren die in alcohol zullen worden bewaard kunnen het best levend daarin worden gedompeld; ze sterven hierin snel.

### Relaxeren
De dode insecten kunnen meteen worden verwerkt als ze wel dood maar nog soepel zijn, maar daarna treedt een periode van lijkstijfheid (rigor mortis) in, waarin het opzetten lastiger of onmogelijk is. Als dit het geval is kunnen de insecten gedurende 24-48 uur in een gesloten doos met een natte doek worden weggezet waarna de conditie op zijn best is voor het opzetten door middel van plakken of spelden. Insecten die te lang liggen voor het prepareren kunnen zo droog geworden zijn dat ze daarbij dreigen te breken. Dit kan worden tegengegaan door de insecten in een verzadigde atmosfeer te bewaren.

### Prepareren op spelden
Veel insecten hebben een hard pantser waardoor ze hun vorm bij droging behouden.
- Direct op een speld prikken:
Mits groot genoeg kunnen ze aan een insectenspeld worden geprikt en gedroogd.
- Sommige insecten zijn te klein om op een dunne insectenspeld te worden geprikt zonder ernstig te worden beschadigd; deze kunnen vaak op een klein kartonnetje worden geplakt dat weer op een speld wordt geprikt. Nadeel hiervan is dat dan het deel dat tegen het kartonnetje ligt niet kan worden bekeken. Voor kevers in Europa toch een van de meest gebruikte methoden.
- Een derde manier is op 'puntjes' zetten:
 op de punt van een klein driehoekig kartonnetje met een zeer klein contactvlakje lijmen en het puntje weer aan een naald prikken. Nadeel: gaan weleens los.
- Ten slotte kunnen ze op een minutienaaldje worden geprikt, een ca. 15 mm lang haardun naaldje dat dan weer met het andere uiteinde in een piepklein blokje schuimplastic wordt gestoken dat op een 'grote' insectenspeld wordt geprikt.

Bij technieken waaraan lijm te pas komt moet liefst speciale insectenlijm worden gebruikt die het preparaat niet aantast, en die eventueel weer kan worden opgelost als nader onderzoek het noodzakelijk maakt het exemplaar opnieuw op te zetten.

#### Insectenspelden
Insectenspelden zijn speciale spelden die langer dan (45 mm) en dunner zijn dan gewone spelden. Ze komen voor in verschillende diktes, genummerd van 0 (dun) tot 5 (dik); voor de meeste toepassingen is nummer 2 (ca. 0,42 mm dik) geschikt. Lagere nummers zijn zo dun dat ze moeilijk recht te houden zijn als er kracht op wordt uitgeoefend; hogere nummers veroorzaken meer schade aan het preparaat.

#### Techniek van het opprikken
Vlinders worden meestal midden door de thorax geprikt. Kevers door het rechter dekschild elytrum tussen de 2e en 3e poot (ongeveer op 1/3 van de lengte van het elytrum, iets rechts van de middenlijn).
Door het insect niet in de middellijn te prikken wordt voorkomen dat kenmerken die precies in de middellijn liggen worden vernietigd. Prikt men iets naar opzij aan de rechterkant, dan kan men aan de linkerkant altijd nog zien hoe het dier er daar uitzag. Per insectenorde, soms zelfs per familie zijn er conventies over de optimale manier om de speld te plaatsen.
Meestal wordt het insect mooi recht op de speld gepind, met de as van het lichaam zuiver horizontaal ten opzichte van de speld en ook niet zijdelings overhellend. Boven het insect wordt ruimte overgelaten, voldoende groot om de speld makkelijk vast te kunnen pakken zonder het insect zelf aan te raken, ca. 12 mm. Onder het insect moet voldoende ruimte overblijven voor een vindplaatsetiket, eventuele secundaire informatie-etiketten en het determinatie-etiket dat altijd het onderste is.
Hierna worden de uitstekende lichaamsdelen in positie gebracht. Hiervoor wordt een stuk dikker schuimplastic gebruikt, afgedekt met een vel papier dat met een paar gewone spelden op zijn plaats wordt gehouden. De speld met het dier wordt in het schuimplastic gestoken tot de pootjes op de onderlaag rusten. Hierna worden voorzichtig de pootjes met kleine haakjes (gemaakt door een insectenspeld aan de punt iets om te buigen) in positie getrokken en in een min of meer natuurlijke stand vastgehouden door er een of twee spelden omheen te prikken. Wel wordt erop gelet het preparaat een beetje compact te houden: hoe meer de ledematen uitsteken, hoe meer ruimte het insect straks in de collectie nodig heeft en hoe makkelijker het bij hanteren beschadigd wordt. Ook de antennes worden in vorm gelegd en zo nodig vast gehouden. De vleugels worden (afhankelijk van het insect) in gesloten of geopende stand gebracht. Is de stand naar wens dan laat men het dier afhankelijk van de grootte enige dagen tot een week of 2-3 drogen. Hierna worden de steunspelden heel voorzichtig weer verwijderd en wordt het vindplaatsetiket op de speld geplaatst waarna het preparaat klaar is. Het is van belang het vindplaatsetiket al meteen te maken na de vangst en het tijdens het drogen al naast het insect te leggen of (nog beter) te spelden zodat de bijbehorende informatie te allen tijde aan de vondst gekoppeld blijft.

#### Het opprikken van vlinders
Vlinders vormen een groep die een aparte behandeling nodig heeft; hiervoor is een speciaal hulpmiddel nodig, de spanplank. Deze bestaat uit een tweetal latten van zeer zacht hout (bijvoorbeeld balsahout) die parallel aan elkaar lopen met een gleuf ertussen waarin het vlinderlichaam net past, zodat de vleugels aan weerszijden op de latten rusten. Op de bodem van de gleuf ligt weer wat kunststofschuim om de speld in te kunnen plaatsen op de goede diepte. De zijlatten liggen niet helemaal horizontaal maar staan naar de zijkanten toe onder een hoek van een graad of 10 omhoog. Voor verschillende grootten vlinders zijn spanplanken van verschillende breedte en met verschillend wijde gleuf nodig. Het insect wordt midden door de thorax geprikt, netjes horizontaal, en in de gleuf gezet op de goede hoogte. Nu worden de vleugels zonder deze zelf te doorboren voorzichtig op de spanplank uitgespreid en met behulp van eroverheen vastgespelde strookjes glad papier in positie vastgehouden, zodanig dat de gehele voor- en achtervleugel zichtbaar is en de voorrand van de achtervleugel grenst aan en parallel loopt met de achterkant van de voorvleugel, loodrecht op het lichaam. (Dit is voor de meeste vlinders niet de natuurlijkste houding maar wel de houding die alle aspecten van de vleugels het best toont).

#### Preparatie ten behoeve van identificatie
Voor het determineren kan het nodig zijn bepaalde onderdelen van het insect voor het opprikken te ontleden. Meestal gaat het hierbij om de mannelijke geslachtsorganen: sommige soorten zijn niet exact op naam te brengen zonder te kijken hoe de vorm van de penis (aedagus) en parameren (daarmee samenhangende structuren) is. De techniek hiervoor verschilt per groep. Het resultaat van de dissectie dient wel weer steeds te worden bewaard bij het specimen, op een apart kartonnetje geplakt op de speld geprikt of in een micro-buisje met glycerine, ook weer aan de speld geprikt.

### Bewaren in alcohol
Veel insecten, met name van sommige orden, zijn te zacht om ze te kunnen opprikken of -plakken: bij het drogen verschrompelen ze en verliezen hun vorm. Dit geldt ook voor rupsen, veel larven, alle spinnen en veel andere artropoden. Deze worden meestal bewaard in alcohol 70-80% in hermetisch gesloten potjes of flesjes. Het etiketje moet bij het exemplaar in het potje en moet dus bestand zijn tegen de alcohol. Isopropanol van vergelijkbare concentratie kan ook worden gebruikt.

### Bewaren als microscopisch preparaat
Exemplaren kleiner dan 1 a 2 mm kunnen het beste tot een microscopisch preparaat worden verwerkt.

### Bewaren in displaydozen
Vooral grote kleurige vlinders worden weleens met de vleugels opengeslagen tegen een glazen ruitje gelegd dat in het deksel van een ondiep kistje is geplaatst, waarna ze op hun plaats worden gehouden door het kistje met watten te vullen. Dit is vooral geschikt voor doorgeefexemplaren tijdens lezingen, niet voor serieuze studie.

## Identificatie
Identificatie is de minst belangrijke eis aan een exemplaar in de collectie: determineren is bij insecten specialistenwerk. Het exemplaar is - mits in goede staat en voorzien van genoeg vindplaatsinformatie - zijn eigen identificatie. De identificatie moet op een apart etiketje worden gezet, samen met de datum en de naam van de determineerder en weer bij het exemplaar worden bewaard, op dezelfde speld of in hetzelfde potje.

## Behuizing van de collectie
Exemplaren op spelden kunnen het beste in speciale ondiepe laden met een bodem van kunststofschuim worden geprikt onder een afdekking van doorzichtig plastic of dun glas. Dergelijke dozen kunnen in het ideale geval als laatjes in daarvoor geconstrueerde kasten worden geplaatst. Sigarenkistjes van voldoende diepte voldoen voor een eerste begin ook prima. Voor de volgorde van de orden en voor de volgorde van de families en genera binnen de orden bestaan vaste conventies die meestal ook in de vakliteratuur worden aangehouden. Het is voor de toegankelijkheid van de collectie verstandig de exemplaren ook in deze volgorde te rangschikken.
Voor microscopische preparaten bestaan dozen waarin 25, 50 of 100 glaasjes op hun kant kunnen worden bewaard. Hiervoor moet de insluithars wel goed zijn uitgehard, zodat het dekglaasje niet in de loop van enige maanden alsnog naar beneden zakt en het preparaat onbruikbaar maakt.

## Bedreigingen

### Mechanische beschadiging
Als gedroogde insecten worden aangeraakt of vallen kunnen sprieten, haren of poten afbreken. Op spelden geprikte exemplaren kunnen alleen veilig worden gehanteerd door ze bij de speld beet te pakken.

### Voorkoming van informatieverlies
Informatieverlies treedt op als het exemplaar van de bijbehorende informatie gescheiden wordt (losraken van opgeplakte exemplaren) of als het etiketje verloren gaat of onleesbaar wordt. Het etiketje moet daarom tezamen met het exemplaar, op dezelfde speld geprikt of in hetzelfde potje of op het microscopische preparaat geplakt, worden bewaard. Daarnaast is het aan te bevelen ieder exemplaar ook elektronisch te administreren door een nummer toe te kennen (of bijvoorbeeld een streepjescode op de onderkant van het onderste etiketje aan te brengen) en het in een database op te nemen, maar dit is als enige maatregel op langere termijn op zich onvoldoende veilig. Het papier van het etiketje dient zuurvrij en stevig te zijn en niet te vergelen; goed lompenpapier of dun bristolbord, ca. 160 g/m2 verdient de voorkeur. (De DIN norm 6738 voor permanent houdbaar papier garandeert een houdbaarheid van 200 jaar.) Het papier van het etiket mag ook niet te gauw speling krijgen op de speld. De tekst mag niet met balpen worden geschreven aangezien dit na enige jaren verbleekt. Potlood doet dit niet maar is te dik om veel tekst op een etiketje te krijgen. Oost-Indische inkt, aangebracht met een dunne technische tekenpen (bijvoorbeeld 0,1 of 0,15 mm van Rotring) voldoet wel. Ook laserprinters en inktjetprinters geven goed houdbare etiketjes, hoewel voor exemplaren op sterk water de houdbaarheid in alcohol eerst moet worden getest.

### Insectenvraat
Als de insecten niet in hermetisch afgesloten dozen worden bewaard kunnen er makkelijk larven van museumkevers (Anthrenus verbasci) in terechtkomen, zeer verbreid voorkomende kleine kevertjes die in heel Nederland in de (na)zomer op bloemen kunnen worden aangetroffen waar ze van stuifmeel leven. Als het kouder wordt zoeken ze beschutting binnenshuis en leggen eitjes in de buurt van organisch materiaal. De larven kunnen zich door zeer kleine kiertjes wringen en in korte tijd een in jaren van moeizame arbeid opgebouwde collectie vernietigen. Ze kunnen worden gedood door de insectenlades een poosje in de diepvriezer te leggen of met vaponastrips in een verder afgesloten ruimte te zetten. Regelmatige controle is geboden. Paradichloorbenzeen (mottenballen) en naftaline zijn twee vluchtige vaste stoffen waarvan de damp vraatinsecten enigszins afschrikt. (Paradichloorbenzeen tast polystyreenschuim (styropor) aan).

### Vocht en schimmels
Het spreekt voor zich dat de collectie droog wordt gehouden. Doet men dit niet dan kunnen schimmels toeslaan.

### Vervetting
Bij insecten die rijk zijn aan vet wordt dit na langere tijd weleens vloeibaar en vervuilt langzamerhand de buitenkant van het preparaat. Ontvetting met vluchtige oplosmiddelen is te proberen. Harige insecten zoals hommels drogen echter niet mooi meer op als ze eenmaal nat zijn geweest.

### Kleurverlies
Kleurverlies is haast alleen te voorkomen wanneer de samples op een donkere plaats bewaard worden. Vooral tijdens het droogproces treedt weleens kleurverlies op; met name groene tinten worden snel bruin. Wil men een insect in natuurlijke kleuren fotograferen, dan is het het beste dit levend of zo kort mogelijk na de dood van het insect te doen. Eenmaal gedroogde exemplaren mogen niet méér aan licht (vooral dag- en zeker zonlicht) worden blootgesteld dan noodzakelijk.